# محافظة مانديانا
مانديانا هي محافظة غينية تقع في إقليم كانكان في غينيا .عاصمتها هي مانديانا. تبلغ مساحة المحافظة 12825 كيلومتر مربع ويبلغ عدد سكانها 335999 نسمة.

## المحافظات الفرعية
تنقسم المحافظة إدارياً إلى 12 محافظة فرعية :
1. مركز مانديانا
2. بلاندوغوبا
3. ديالاكورو
4. فارالاكو
5. كانتومانية
6. كينييران
7. كونديان
8. كوندياناكورو
9. مورودو
10. نيانتانيا
11. سالادو
12. سانساندو